# Triplochiton scleroxylon
Espèce
Synonymes
- Samba scleroxylon (K.Schum.) Roberty[1]

Triplochiton scleroxylon est une espèce d'arbres de la famille des Malvaceae et du genre Triplochiton, présente en Afrique tropicale. Son bois a longtemps été le plus exporté d'Afrique de l'Ouest et du Centre.

## Appellation
L'épithète spécifique scleroxylon, formé à partir des racines grecques sklēros (dur) et xúlon (bois), lui est attribué par K.M. Schumann qui, en 1900, décrit comme un bois très dur le spécimen type découvert à la station de Yaoundé (Cameroun) par Zenker et Staudt.
Parfois qualifié d'« érable africain » – en référence à la forme de sa feuille et non aux caractéristiques du bois – ou de « bois blanc africain », cet arbre connaît un grand nombre d'appellations dans les langues vernaculaires et de noms usuels pour la commercialisation (« nom pilote »), tels que abachi (Cameroun), ayous ou ayus (Cameroun, Gabon, Guinée équatoriale), bado ou m'bado (république centrafricaine), éguess (Congo), obéché (Nigeria), samba (Côte d'Ivoire), wawa (Ghana), xwetin (Bénin).
Pour le seul Nigeria, on observe, selon les langues locales, les quelques noms suivants : arere (yoruba), ditihin (ijaw), askikga (etsako), ewowo (urhobo), egin-fifen (itsekiri), uvori (egene), okpobo (igbo).
Le nom varie aussi selon les pays de destination. Par exemple, abachi est davantage employé en Allemagne ; ayous ou samba en France ; ayous, obeche et wawa au Royaume-Uni.

## Description

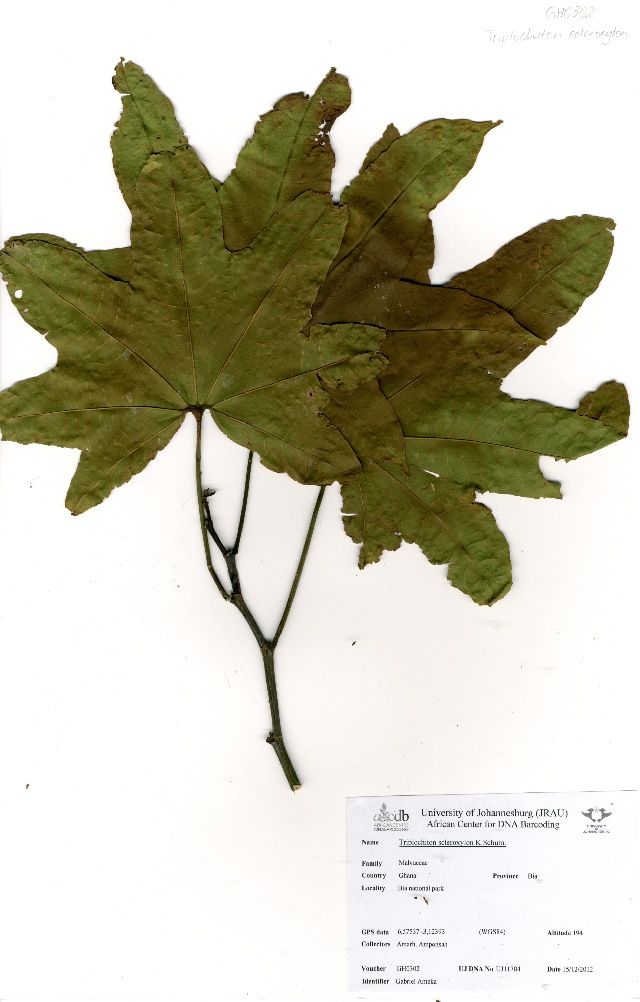
Feuilles lobées.

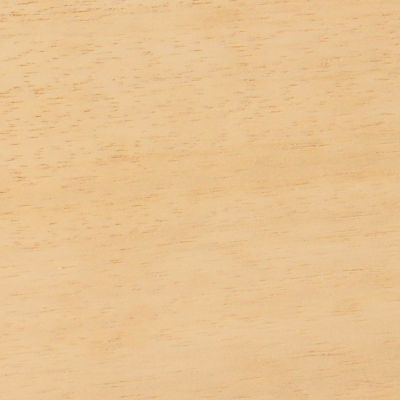
Bois clair et lisse.

C'est un arbre pérenne atteignant 50 m de hauteur et dont la base est munie de puissants contreforts. Le fût est droit, parfois dépourvu de branches jusqu'à 30 m. Son diamètre est habituellement de 150 cm, mais il peut exceptionnellement atteindre 210 cm.  
Ses feuilles sont larges, d'une longueur de 5 à 20 cm, palmées avec 5 ou 7 lobes, cordées à la base, avec 5 à 7 nervures.
Les fleurs sont brunâtres et très odorantes.
Le cœur du bois est blanchâtre à jaune clair. Fraîchement coupé, il dégage une odeur plutôt désagréable qui disparaît au séchage.

## Distribution
L'espèce est présente en Afrique tropicale, de la Sierra Leone au Gabon, en république centrafricaine et en république démocratique du Congo.

## Habitat
On la rencontre dans la forêt dense semi-décidue, dans les champs en friche, les zones de transition, d'anciennes forêts secondaires, à une altitude souvent inférieure à 500 m, dans des zones où la pluviosité moyenne est comprise entre 1100 et 1 800 mm par an.

## Utilisation

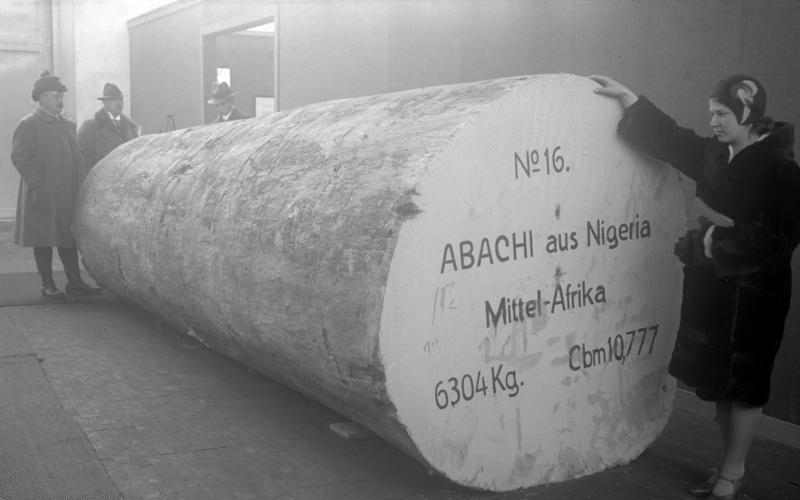
Tronc dabachi importé du Nigeria pesant plus de 6 tonnes, exposé à Berlin en 1932.

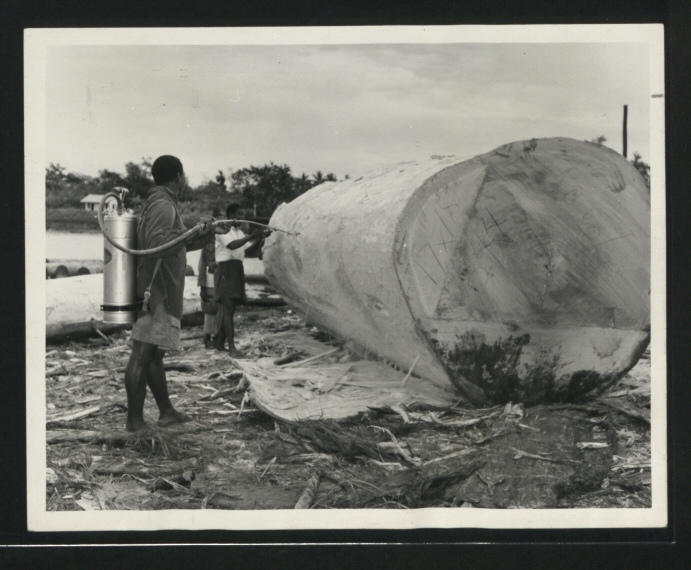
Traitement d'un tronc avec du gammaxene pour le protéger des insectes xylophages.

Les feuilles sont cuisinées en légumes ou en sauce.

L'ombrage de ces grands arbres est apprécié dans les plantations de cacao.

L'écorce est employée pour couvrir les toits ou les murs des habitations traditionnelles.
En médecine traditionnelle on l'utilise pour traiter des œdèmes et calmer la douleur.
C'est aussi un arbre sacré en Afrique de l'Ouest, où, en milieu animiste, il y a souvent, dans chaque village, un arbre de taille remarquable qui fait l'objet d’un culte. C'est notamment le cas pour Triplochiton scleroxylon au Bénin.
Le bois est léger et à texture lisse, peu durable, vulnérable aux champignons et aux termites. Il est assez facile à travailler à la main ou à la machine et ses usages sont très nombreux, tels que : petite menuiserie, lambris, boîtes, sculptures, allumettes, crayons, poteaux. Avec le bois des contreforts, on réalise des portes, des récipients, des sandales ; avec le fût, des embarcations monoxyles. 
La pulpe peut servir à fabriquer du papier, de qualité moyenne.
En Occident, il est également utilisé dans la construction des saunas puisqu'il ne retient pas la chaleur et ne produit pas d'échardes. Il est aussi employé en lutherie.